# トラベリン・バス
「トラベリン・バス」（Travelling Bus）は、日本のロック歌手、矢沢永吉の楽曲。

## 解説
作詞は西岡恭蔵、作曲は矢沢永吉。
1976年6月21日発売のアルバム『A Day』に収録。翌1977年のコンサート・ツアーのタイトル「TRAVELING BUS '77 PART-1」「TRAVELING BUS '77 PART-2」は、この曲名から取られている。同ツアーはチケットも長距離バスを模したデザインだった。さらに40年後の2017年は、コンサート・ツアーのタイトルを「TRAVELING BUS 2017」とし、ロゴも1977年のツアーのものを取り入れたデザインになっている。
矢沢のソロ初のタイアップ曲であり、ソニーのラジカセ「リズムカプセル9000」のCMに使われた。矢沢は広告にも出演し、とくにテレビCMは矢沢がラジカセのリズムボックス機能を使い、本曲を弾き語りする内容となっている。

## コンサート
「止まらないHa〜Ha」と並び、コンサートのアンコール以降で歌われることが多い定番曲で、曲に合わせて観客がタオルを投げ上げる「タオル投げ」が行われる曲である。
イントロでは、矢沢が別の歌（小野透「ボロ船ロック」の歌い出し、または矢沢自身による「Thank you rock'n'roll」と繰り返す曲名不明の楽曲）を歌いながら、徐々に会場の照明が落ち、そして本曲の歌い出しと共に会場の照明が点灯。同時に、ステージ前方に据えられたキャノン砲からテープが射出される、という演出が定番となっている。

## 収録作品

### スタジオアルバム
- A Day（1976年6月21日発売）

### ベストアルバム
- THE GREAT OF ALL VOL.2（1980年12月1日発売）
- 矢沢永吉全集（1985年11月21日発売）
- E.Y 70'S（1997年10月1日発売）

### ライブアルバム
- THE STAR IN HIBIYA（1976年11月21日発売）
- スーパーライブ 日本武道館（1977年11月21日発売）
- LIVE 後楽園スタジアム（1978年12月5日発売）
- The Rock 6.2.1980 NIPPON BUDOKAN LIVE（1980年11月28日発売）
- LIVE!YES,E（1998年4月22日発売）
- LIVE DECADE 1990-1999（2000年3月29日発売）

### ビデオ・LD・DVD・Blu-ray
- RUN & RUN（1983年6月25日発売）
- MILES AND MILES（1983年7月10日発売）
- 矢沢永吉ヒストリー（1984年9月25日発売）
- E' LIVE 1984（1988年4月1日発売）
- STAND UP '89 ARENA（1990年4月25日発売）
- STAND UP '89 DOME（1990年4月25日発売）
- Rock'n' Roll Army '90 BUDOKAN（1991年4月26日発売）
- 1991 BIG BEAT -STADIUM-（1992年2月26日発売）
- 1991 BIG BEAT -BUDOKAN-（1992年2月26日発売）
- LIVE VIDEO Anytime Woman（1992年10月14日発売）
- Come On! EIKICHI YAZAWA CONCERT TOUR 1993（1994年発売）
- The name is YAZAWA Concert Tour 1994（1995年2月22日発売）
- JUST TONIGHT EIKICHI YAZAWA CONCERT TOUR 1995（1996年4月6日発売）
- WILD HEART（1998年7月1日発売）
- YES,E（1998年7月1日発売）
- SUBWAY EXPRESS LIVE IN BUDOKAN（1999年6月23日発売）
- TONIGHT THE NIGHT! 〜ありがとうが爆発する夜〜（2000年12月13日発売）
- THE STAR IN HIBIYA（2001年11月21日発売）
- EIKICHI YAZAWA CONCERT TOUR Z 2001（2002年3月30日発売）
- ONE MAN in BUDOKAN EIKICHI YAZAWA CONCERT TOUR 2002（2003年8月27日発売）
- Rock Opera EIKICHI YAZAWA（2004年6月9日発売）
- FIFTY FIVE WAY（2005年5月25日発売）
- FIFTY FIVE WAY in BUDOKAN（2005年8月24日発売）
- RockOpera2（2007年4月25日発売）
- The Real Eikichi Yazawa 100times in Budokan（2008年4月23日発売）
- EIKICHI YAZAWA 40th ANNIVERSARY LIVE 「BLUE SKY」（2012年11月7日発売）
- JAMMIN' ALL NIGHT 2012 in BUDOKAN（2014年5月7日発売）
- STILL ROCKIN' 〜走り抜けて・・・〜 2011 in BUDOKAN（2014年5月7日発売）
- JUST TONIGHT 1995 in YOKOHAMA STADIUM（2014年5月7日発売）
- It's Only YAZAWA 1988 in TOKYO DOME（2014年5月7日発売）
- ROCK IN DOME（2015年12月2日発売）
- EIKICHI YAZAWA CONCERT TOUR 2016「BUTCH!!」IN OSAKA-JO HALL（2017年9月6日発売）
- STAY ROCK EIKICHI YAZAWA 69TH ANNIVERSARY TOUR 2018（2018年12月26日発売）